# Zona temperata
Per zona temperata nella sua accezione più ampia si intende l'area geografica compresa tra i tropici e i circoli polari (alcuni indicano con tale nome, in ogni emisfero, la zona compresa tra 30 e 60 gradi di latitudine).
Oltre a quasi tutto il territorio dell'Europa, fanno parte di quest'area climatica una fascia costiera dell'Africa settentrionale, il Canada meridionale, gli Stati Uniti, l'America centrale, la Cina e l'Asia centrale. Nell'emisfero australe, invece, alle stesse latitudini, sono pochissime le terre emerse: la zona meridionale dell'America, comprendente l'Argentina e parte del Cile, il Sudafrica, il sud dell'Australia, la Nuova Zelanda e la Tasmania rappresentano gli ambienti temperati.
La fauna della zona temperata della steppa comprende per la maggior parte mammiferi struviani (dal russo struv, animale a pelo corto): il capriolo, il cinghiale, lo scoiattolo, l'orso, la renna, ed il castoro. La fauna della zona temperata della foresta invece, è composta da: cervi, lupi, volpi e diverse specie di volatili. Questa fascia climatica settentrionale comprende l'ambiente più favorevole alla vita umana, comportando ad una vasta serie di climi, dai più freddi ai più caldi.

## Idrografia
Le zone temperate sono molto ricche di corsi d'acqua, anche a causa delle abbondanti precipitazioni. La loro presenza ha favorito lo sviluppo dell'agricoltura e, di conseguenza, gli insediamenti umani. A causa della disposizione delle catene montuose, nell'America settentrionale sono pochi i fiumi che sfociano nell'oceano Pacifico (tra essi si ricordano il Colorado e il Columbia); mentre il più vasto versante orientale è attraversato dai maggiori fiumi del continente.

## Il clima

Zone della Terra caratterizzate dal clima temperato

Il clima temperato comprende i numerosi climi delle zone comprese tra i paralleli 30° e 50° in entrambi gli emisferi. Nella classificazione dei climi di Köppen è simboleggiato con C. Quindi nella fascia temperata i raggi del sole hanno una minore incidenza sulla superficie e di conseguenza la temperatura, è più bassa rispetto all'equatore.

### Classificazione di Koppen
La classificazione di Köppen considera temperato (o temperato caldo, contrapposto al temperato freddo con cui talvolta si indica il clima boreale) qualsiasi clima il cui mese più freddo ha una temperatura compresa tra -3 °C e 18 °C e le cui precipitazioni sono superiori a quella dei climi aridi. A sua volta la classe climatica si dividerebbe in clima mediterraneo, clima sinico e clima temperato umido o, secondo altri, in clima mediterraneo, clima "subtropicale umido" e clima oceanico. Si tratta di una classe piuttosto ampia e per questo soggetta a critiche in particolare da Trewartha e da Griffiths, che l'hanno divisa in due classi distinte.

### Classificazione di Troll e Paffen
Gli studiosi tedeschi Carl Troll e Karlheinz Paffen hanno invece diviso il clima temperato in quattro classi climatiche ben distinte tra loro: il clima temperato freddo, il clima temperato fresco (a sua volta diviso in due sottoclassi: delle steppe e delle foreste) , il clima temperato caldo' e il clima temperato oceanico'.

#### Clima temperato freddo
Il clima temperato è freddo soprattutto in Russia, esso si può chiamare anche boreale e si divide in due diversi climi: il clima temperato fresco con estati calde e il clima temperato freddo con inverni freddi.
Il primo è caratterizzato da un inverno freddo con la temperatura del mese più fredda inferiore a 0 °C. Le estati sono calde con temperatura media tra i 15 °C e i 20 °C e possono avere massime attorno ai 30 °C. Delle zone tipiche di questo clima sono quelle dell'Europa settentrionale, orientale e centrale.
Il secondo è il clima che ha un inverno freddo e lungo con temperature anche di -50 °C. Le estati sono invece generalmente più fresche, attorno ai 10 °C. Le zone tipiche di questo clima sono il Canada, l'Alaska e la Siberia.

#### Clima temperato fresco
Il clima temperato fresco indicato ha la temperatura del mese più freddo superiore ai 0 °C. La classificazione di questo tipo climatico appare abbastanza complicata, tant'è che è divisa in ben 12 sottoclassi (e tre di queste appaiono ulteriormente suddivise). Semplificando si può dire che è diviso in clima della foresta e clima della steppa. 
Il primo, umido, è suddiviso a sua volta in clima oceanico, sub-oceanico, sub-continentale e continentale ed è associato alla foresta temperata a latifoglie. 
Il secondo, secco, è diviso a sua volta in classi dipendenti soprattutto dal grado di aridità ed è tipico delle steppe continentali.

#### Clima temperato oceanico
Il clima temperato oceanico è quello delle coste occidentali dei continenti: il nordovest degli Stati Uniti d'America (lo stato di Washington), la Tasmania, la Nuova Zelanda, l'Arcipelago britannico,le zone atlantiche della Francia, le coste del Mare del Nord e della Manica. Caratteristica principale di questo tipo di clima sono il totale annuale delle precipitazioni e la debole escursione termica. Le estati non sono quasi mai aride, a parte qualche eccezione, come ad esempio l'estate 2005 nell'Europa occidentale.
Nelle zone interne dei continenti, quindi più lontane dai fattori mitiganti del mare, il clima temperato oceanico si modifica in sub-oceanico: l'escursione media annuale aumenta; è più freddo in inverno e più caldo in estate, le precipitazioni annuali in pianura sono meno importanti, i venti perdono la loro forza. Quando l'escursione termica annua supera i 30 °C si parla, secondo Troll e Paffen, propriamente di clima continentale. Nel clima temperato oceanico, quindi abbiamo come flora: foreste di conifere, e come fauna, animali abituati a vivere in un ambiente abbastanza fresco, come volpi, cervi, orsi bruni, castori.

#### Clima temperato caldo
Il clima temperato caldo è caratterizzato da temperatura del mese più freddo superiore ai 12 °C, ma per l'emisfero boreale può scendere fino ai 5 °C; comprende varie sottoclassi di climi, dal clima umido dell'Asia orientale e degli Stati Uniti del Sud a quello semidesertico e desertico. Il clima mediterraneo non rientra in questa categoria e inoltre a seconda della posizione geografica (proprio la presenza del mare stesso ad esempio) si possono avere delle modifiche climatiche e meteorologiche anche importanti come diluvi o periodi di aridità estivi.

## La flora naturale

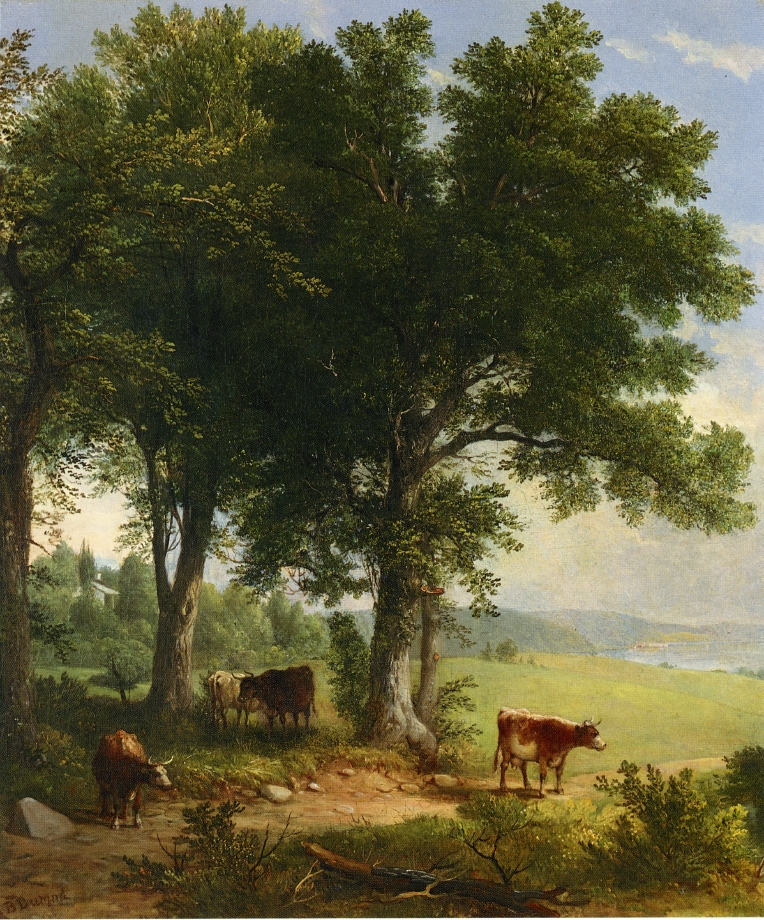
I paesaggi della zona temperata, in particolare quella boreale, appaiono spesso in molti dipinti.

Nelle zone temperate sono presenti tre tipi di formazioni vegetali spontanee:
- la foresta mista (conifere e latifoglie) o la foresta di latifoglie;
- la prateria
- la macchia mediterranea, con alberi e arbusti che si adattano alla siccità estiva.

L'importanza della vegetazione forestale caratterizza le zone temperate, nell'emisfero nord. Anche se gli esseri umani hanno operato enormi distruzioni, le foreste coprono:
- In Europa 140 milioni di ettari.
- In Russia 910 milioni di ettari.
- In America del Nord 733 milioni di ettari.
- In Giappone circa la metà dell'intero Paese

Le foreste temperate hanno quasi sempre una specie dominante di alberi decidui (che perdono tutte le foglie nello stesso periodo dell'anno); in alcuni casi, piuttosto rari per la verità, ne sono presenti due o tre specie e solo vicino alle coste orientali ci sono grandi varietà di flora.
Le foreste più estese del mondo sono costituite da conifere. Alle alte quote montane, si trovano foreste con le caratteristiche della taiga.
La taiga è una sterminata foresta che si estende lungo tutta la Russia, dal confine con la Finlandia fino all'isola di Sachalin, vicino al Giappone. Si tratta di una “cintura verde”, che misura quasi venti volte l'Italia; non è ricca di tante specie vegetali, essendo una distesa “senza fine” di conifere, anche se nella parte meridionale è composta da alberi a foglia larga. È un'importante riserva di biodiversità popolata da un numero di animali e vegetali superiore a quello dei vicini, e molto sfruttati, boschi della Scandinavia. Ed è proprio per questi animali, molti dei quali a rischio di estinzione (è il caso della tigre siberiana o del leopardo dell'Amur), che la taiga rappresenta un rifugio perfetto. Habitat ideale per moltissime specie di animali, la taiga è fondamentale anche per la nostra esistenza perché contribuisce a regolare il clima: le sue piante, che occupano ben nove fusi orari, assorbono enormi quantità di carbonio.
Nonostante nelle aree più popolate le conifere siano state favorite rispetto ad altre specie per la loro crescita più rapida, scendendo da nord verso sud, alle conifere si sostituiscono le betulle, le querce, i faggi, gli olmi, i frassini e le latifoglie in genere. È possibile trovare anche boschi di castagni e noccioli. Si tratta di ambienti forestali. Nelle foreste di alberi decidui, a seconda delle stagioni, cambia l'aspetto dell'ambiente naturale. In primavera la situazione di questo habitat è resa difficile a causa delle possibilità di gelate e delle repentine variazioni climatiche. In estate c'è una temperatura tra i 15 °C e i 22 °C e le piante sono diverse, a seconda del calore e delle piogge. In autunno la caduta delle foglie secche colora di tantissime tonalità la foresta. In inverno, senza foglie, c'è poca vita. In molte zone degli Stati Uniti e del Giappone, così come in molte zone d'Europa, la foresta decidua è stata eliminata in pianura. Gli alberi delle foreste sono generalmente di taglia media (dai 20 ai 30 metri). Nel Nord America ci sono foreste di sequoie, alberi sempreverdi dal legno di colore rossastro. Le sequoie sono tra gli alberi più alti e longevi al mondo. L'albero più alto della Terra, secondo gli americani, è una sequoia sempervirens che si trova nel Redward National Park, in California. È chiamata Howard Libby Tree e raggiunge i 112 metri di altezza. Nel National Park c'è anche la sequoia più voluminosa del mondo: l'“Albero del generale Sherman” (un generale che sterminò l'indiano). Pesa 1385 tonnellate, ha un tronco che, alla base, misura i 31 metri di circonferenza, ed ha un'età che va dai 2.500 ai 3.000 anni. Non è però l'albero più vecchio della Terra. Ci sono, infatti, alcuni esemplari di Pinus aristata californiani che hanno quasi cinquemila anni.
Nell'emisfero sud, invece, i paesaggi naturali sono particolari e presentano contrasti, legati soprattutto alle precipitazioni. In Australia prevalgono i sempreverdi: lungo la zona costiera ci sono zone di fitta boscaglia, foreste di eucalipto e vegetazione a macchia. Sulle alte cime della Cordigliera andina e delle montagne della Nuova Zelanda, invece, si estendono le foreste di tipo boreale.
Tra tutte le aree protette delle zone temperate, il Parco Nazionale di Yellowstone, istituito nel 1872, è il più antico ed esteso della zona temperata boreale.